# Cirolana (Anopsilana) magna
Cirolana (Anopsilana) magna is een pissebed uit de familie Cirolanidae. De wetenschappelijke naam van de soort is voor het eerst geldig gepubliceerd in 1997 door Ortiz, Lalana & Perez.